# Ed Hunter
Ed Hunter, een first-person shooter, uitgebracht in 1999 en draait rondom de band Iron Maiden. Het doel van het spel is om de bandmascotte Eddie te redden uit de gevangenis. De speler doorloopt verschillende levels; het begint op straat, dan een psychiatrische ziekenhuis, en zelfs de hel. Deze locaties zijn van Iron Maiden-albumhoezen. Het is de bedoeling dat de aankomende vijanden neer worden geschoten met behulp van de muis. De speler heeft geen controle over het bewegen van zijn personage, het is een automatisch parcours.
Het pakket bevat drie cd's: twee waar Iron Maidens top 20 op staat en één cd-rom voor de game.

## Speldecors en muziek
| level                  | muziek               |
| ---------------------- | -------------------- |
| London's East End      | Phantom of the Opera |
| The Shady Pines Asylum | Wrathchild           |
| The Pits Of Hell       | Hallowed Be Thy Name |
| The Graveyard          | Fear of the Dark     |
| The Pharaoh's Tomb     | Powerslave           |
| Blade Runner           | Futureal             |
| Futureal               | The Evil That Men Do |
| Finale                 | The Evil That Men Do |

## Tracklisting

### cd 1
- "Iron Maiden (live)"
- "The Trooper"
- "The Number of the Beast"
- "Wrathchild"
- "Futureal"
- "Fear of the Dark"
- "Be Quick or Be Dead"
- "2 Minutes to Midnight"
- "Man on the Edge"
- "Aces High"
- "The Evil That Men Do"
- "Wasted Years"
- "Powerslave"
- "Hallowed Be Thy Name"

### cd 2
- "Run to the Hills"
- "The Clansman"
- "Phantom of the Opera"
- "Killers"
- "Stranger in a Strange Land"
- "Tailgunner"